# Sybille Claudel
Pour les articles homonymes, voir Claudel.
Sybille Claudel est une actrice française née en 1969.
Elle est apparue en 2002 dans le film Blanche de Bernie Bonvoisin. Pendant trois ans, elle présente la météo sur Canal+.
En 2007, en collaboration avec Christophe Tison, Sybille Claudel publie une autobiographie, Même pas morte, dans laquelle elle décrit le contexte familial difficile dans  lequel elle a grandi. Elle travaille actuellement[Quand ?] sur son adaptation pour le cinéma.

## Filmographie

### Télévision
- 2006 : Diane, femme flic - épisode : Par conviction (série TV) : Béatrice Guizot
- 2004 : Léa Parker - épisode : Chaos  (séries TV)
- 2002 : Blanche de Bernie Bonvoisin : La duchesse Prokofievitch

## Publications
- Même pas morte, en collaboration avec Christophe Tison, Éditions Grasset & Fasquelle, 2007  (ISBN 978-2-2467-1521-4), 153 pages
- Bonjour ma douce vie, Grasset & Fasquelle, 2009  (ISBN 978-2-2467-4631-7), 154 pages